# Lý Công Hoàng Anh
Lý Công Hoàng Anh (sinh ngày 1 tháng 9 năm 1999) là một cầu thủ bóng đá chuyên nghiệp người Việt Nam hiện đang thi đấu ở vị trí tiền vệ trung tâm cho câu lạc bộ Thép Xanh Nam Định và đội tuyển U-23 Việt Nam.

## Danh hiệu

### Câu lạc bộ
Hồng Lĩnh Hà Tĩnh
- V.League 2:

 Vô địch (2019)
Topenland Bình Định
- V.League 1:

 Hạng 3 (2022)
- Cúp Quốc gia:

 Á quân (2022)
Thép Xanh Nam Định
- V.League 1:

 Vô địch (2023–24)

### Quốc tế
U-23 Việt Nam
- Đại hội Thể thao Đông Nam Á:

 Vô địch (2021)